# J.League Pro Striker: Kanzenban
J.League Pro Striker: Kanzenban est un jeu vidéo de football sorti en 1993 sur Mega Drive. Le jeu a été édité par Sega. Il est sorti uniquement au Japon.